# Yuna Kim
Yuna Kim (Hangul: 김연아, AFI: [kimjʌna]) (Bucheon, Gyeonggi-do, 5 de septiembre de 1990) es una  patinadora sobre hielo surcoreana retirada. Campeona olímpica de los Juegos Olímpicos de Invierno en 2010, subcampeona olímpica en los Juegos Olímpicos de Sochi 2014, el campeonato del mundo en 2009 y 2013, el campeonato de los Cuatro Continentes en 2009, la final del Grand Prix en tres ocasiones (2006–2007, 2007–2008, 2009–2010), el campeonato del mundo júnior en 2006, la final del Junior Grand Prix de 2005-2006, y el campeonato nacional de patinaje artístico sobre hielo de Corea del Sur en nueve ocasiones.
Kim es la primera patinadora artística sobre hielo que ha obtenido medalla y ha vencido en las series del Junior Grand Prix de la ISU, en la final del Junior Grand Prix, en las series del Grand Prix, en la final del Grand Prix, en el campeonato de los Cuatro Continentes, en los campeonatos del mundo y en los Juegos Olímpicos de Invierno. Es una de las atletas más reconocidas y mediatizadas de Corea del Sur.
Kim tuvo el récord femenino de puntuación en el programa corto entre 2007 y 2014, en el programa libre entre 2007 y 2016 y a fecha de noviembre de 2016 mantiene el récord en puntuación total. Kim es la primera patinadora en sobrepasar la barrera de los 200 puntos, y también la primera en obtener una puntuación de +2.20 de ejecución por sus saltos. Desde 2010 a 2011 ocupó el primer puesto en el ranking mundial elaborado por la ISU.

## Biografía
Kim nació en 1990 en Bucheon, Gyeonggi, y se mudó a Gunpo cuando tenía seis años de edad. Entrenó inicialmente en Corea del Sur antes de mudarse a Toronto, Ontario, Canadá en mayo de 2007, donde pasó cuatro años. Actualmente entrena en Seúl, Corea del Sur.
La correcta transliteración de su nombre en coreano sería 'Kim Yeona'. Cuando solicitó su pasaporte, sin embargo, tenía la intención de escribir su nombre como ' Yun- a', pero el funcionario escribió mal su nombre como 'Yu-na'. En Hangul 'Yeon-a' se escribiría correctamente "연아" y no "유나" Desde 2010 hasta la temporada 2011, su nombre fue registrado como ' Yuna Kim ' en su perfil ISU.
Yuna profesa la religión católica, durante el Campeonato Mundial de Patinaje Artístico de 2007 portaba una Medalla Milagrosa que recibió de una monja.
En 2012 Yuna donó ₩70 millones (aproximadamente 59.300 dólares) a una organización benéfica católica. El dinero sería utilizado para construir 100 escuelas en Sudán del Sur.

## Carrera competitiva

### Primeros años
Kim comenzó a patinar a la edad de 5 años y cuando su hermana tenía 7 o 9 años. Su entrenador en ese momento, Jong-Hyeon Ryu, sugirió encarecidamente a la madre de Kim, que Kim debía continuar patinando, el predecía de que iba a convertirse en una patinadora artística de clase mundial en el futuro. En una entrevista de 2011, ella le dio crédito a sus entrenadores para darse cuenta de su aptitud para el patinaje, "Mis entrenadores me han dicho que mis músculos y la estructura del cuerpo son perfectos para patinar. Nací con un buen instrumento, tal vez más que el talento y tuve suerte que mis entrenadores notaron eso desde el principio y me ayudaron a desarrollar todas las habilidades, mucha gente no sabe que nacen de esa manera".
En 2002, Kim compitió internacionalmente por primera vez en la Copa Triglav en Eslovenia, donde ganó la medalla de oro en la competencia de novatos.
Un año más tarde, a los 12 años, ganó el título principal en el Campeonato de Corea del Sur, convirtiéndose en la patinadora más joven en ganar ese título. Ella ganó su segunda competencia internacional en el Oso de Oro de Zagreb. Ella continuó su reinado como campeón de Corea del Sur en 2004.

### Carrera juvenil

#### Temporada 2004-2005
En la temporada 2004-2005, Kim compitió como júnior en la ISU Junior Grand Prix. Ella ganó una medalla de plata en el evento en China y una medalla de oro en el evento en Hungría. También obtuvo una medalla de plata en el 2004–2005 Junior Grand Prix Final con una puntuación total de 137,75 puntos.
Ella retuvo su título del Campeonato Nacional por tercer año consecutivo en su camino a la 2005 World Junior Championships. En esa competición, ganó una medalla de plata al ganar 158,93 puntos y consiguió su primer salto de la combinación triple-triple en el patinaje libre.

#### Temporada 2005-2006
Para la temporada 2005-2006, Kim no tenía la edad suficiente para competir en los juegos olímpicos de invierno de 2006, en cambio, ella compitió en el 2005-2006 Júnior Grand Prix y ganó sus dos competiciones en Bulgaria y Eslovaquia. En el 2005–2006 Junior Grand Prix Final, que ganó la competición 28.34 puntos por delante del medallista de plata Aki Sawada. Durante su patín libre, obtuvo siete saltos triples, incluyendo un triple flip - triple toe loop combinación, y una combinación doble axel - triple toe loop.
Kim ganó su cuarto título nacional absoluto. En el 2006 World Junior Championships, ganó la medalla de oro marcando 177,54 puntos en total, con un margen de 24.19 puntos de la victoria sobre la medallista de plata Mao Asada.

### Carrera sénior

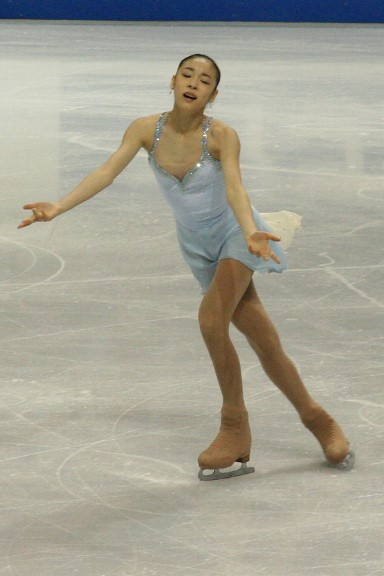
Kim realizando su patinaje libre en The Lark Ascending durante el torneo 2006 Skate Canada.

Con el fin de prepararse para su debut en el nivel superior en la temporada 2006-2007, Kim entrenó extensivamente en el Toronto Cricket, Skating and Curling Club de Toronto, Ontario, Canada durante el 2006.
Su primera competición en el nivel sénior fue en Sakate Canada, donde ganó una medalla de bronce después de ser colocada por primera vez en el programa corto y cuarta en el programa de patinaje libre con una puntuación global total de 168.48 puntos. En el Tropheo Éric Bompard, Kim recibió una puntuación de 65.22 en el programa corto y 119,32 en el patinaje libre, colocándose primera en los dos y ganó la prueba con 184,54 puntos, 10,10 puntos por delante de la medallista de plata Miki Ando. Esas actuaciones calificadaron a Kim para la Grand Prix Final por primera vez. En la final, celebrada en San Petersburgo, Rusia, Kim obtuvo el tercer lugar en el programa corto con 65,06 puntos y el primero en el patinaje libre con 119.14. Ganó con 184,20 puntos, por un margen de 11.68 por delante sobre la medallista de plata Mao Asada.
Kim fue seleccionada para competir en el Campeonato Mundial de 2007 basada en su rendimiento durante la temporada. Debido a la colocación de Choi Ji Eun del año anterior, Corea del Sur tenía un solo punto en el Campeonato del Mundo. Durante el Campeonato Mundial de Tokio, Japón, Kim ganó el programa corto con 71,95 puntos, el establecimiento de la más alta puntuación de programa corto de todos los tiempos bajo los jueces de la Unión Internacional de Patinaje (ISU) y en consecuencia, un récord mundial. Ella quedó en cuarto lugar en el programa largo ganando 114,19 puntos, y terminó tercero en la general con 186.14 puntos, detrás de las patinadores japonesas Miki Ando y Mao Asada. La colocación de Kim calificó a Corea del Sur con dos entradas para el Campeonato Mundial de Patinaje Artístico sobre Hielo de 2008 de la modalidad individual femenina.
En marzo de 2007, Brian Orser se convirtió en su nuevo entrenador a tiempo completo. Satisfecha con el entorno de formación en Toronto, Kim hizo de Toronto su nueva casa de formación.

#### Temporada 2007-2008
Kim fue asignada al Grand Prix de la Copa de China 2007 y la Copa de Rusia 2007 para la temporada 2007–2008 del ISU Grand Prix.
Kim comenzó la temporada 2007-2008 ganando la Copa de China 2007 con una puntuación total de 180,68 puntos, la cual fue 24.34 por delante de la medallista de plata Caroline Zhang. Ella consiguió un triple flip-single y toe loop combinación, una triple Lutz, un doble Axel y 3.er puesto en el programa corto. Pero al día siguiente, lanzó una combinación triple flip-triple toe loop, una combinación triple loop, triple lutz de bucle de doble punta, un doble axel y tres niveles y cuatro vueltas para anotar 122,36 puntos en el patinaje libre.
En la Copa de Rusia 2007, Kim ganó el programa corto obteniendo 63,50 puntos y el programa libre con 133,70 puntos, para terminar en primer lugar general, con 197.20 puntos, 24.43 por delante de la medallista de plata Yukari Nakano, lo cual marcó un récord mundial para la puntuación de patinaje libre en el marco del sistema de jueces ISU. Ejecutó una combinación toe loop tripleflip triple, una combinación lutz-double toe loop, una combinación toe loop-lutz triple doble, una combinación doble axel-triple toe loop, una triple lutz, triple salchow y doble axel.
Kim se clasificó para la Final en Turín, Italia. Ganó el programa corto con 64,62 puntos y se colocó en segundo lugar en el programa libre . Con una puntuación total de 196,83 puntos, Kim ganó su segundo Grand Prix.

#### Temporada 2008–2009

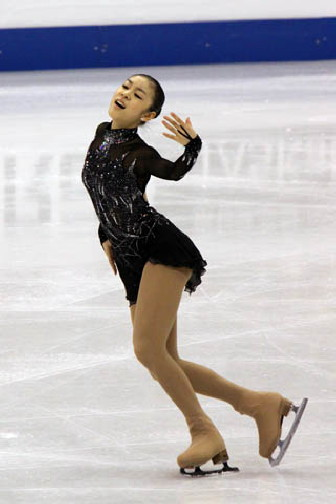
Kim durante la realización de su programa corto Danse Macabre en el Campeonato mundial de patinaje artístico de 2009.

Participó en los torneos Skate America 2008 y la Copa de China 2008 Grand Prix de la temporada 2008-2009 de la ISU.
En el Skate America 2008, Kim se colocó en primer lugar en el programa corto con un puntaje de 69.50, destacándose por el margen de 11,70 puntos a pesar de un pequeño problema en su doble axel. Su éxito continuó en la Copa de China 2008, donde recibió una puntuación de 63.64 en el programa corto y 128,11 en el patinaje libre, el primer lugar en los dos. El total combinado de 191.75 fue de casi 21 puntos por delante de la medallista de plata Miki Ando de Japón. Su actuación le calificó para un puesto en el Grand Prix Final.
Kim compitió en el torneo Cuatro Continentes 2009 de Vancouver, Canadá. Ella estableció un nuevo récord mundial de 72,24 puntos en el programa corto con una actuación limpia. Obtuvo 116.83 en el programa de patinaje libre, manteniendo el liderato con 189,07 puntos en general y ganar la medalla de oro.
Durante el Campeonato Mundial de 2009, que se celebró en Los Ángeles, Estados Unidos, estableció un nuevo récord mundial de 76,12 puntos en el programa corto, superando su récord anterior en casi cuatro puntos. También ganó el programa de patinaje libre, anotando 131,59 puntos y mostrando excelentes habilidades de presentación con su arte y su musicalidad.

#### Temporada 2009–2010

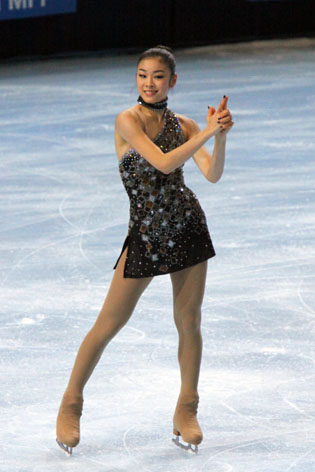
Kim durante la realización de su programa corto 007 James Bond Medley en el Trophée Eric Bompard 2009.

Kim participó en el torneo Trofeo Éric Bompard 2009 y Skate America 2009 en la temporada 2009 a 2010 de Grand Prix de Patinaje artístico. En el 2009 Trophée Eric Bompard, se coloca en primer lugar en el programa corto con la puntuación de 76,08 puntos, 16,44 puntos por delante de Yukari Nakano.
En el Skate America 2009, Kim obtuvo el primer lugar de nuevo después del programa corto con la puntuación de 76,28, que fue 17,48 puntos por delante de su competidora más cercana Rachael Flatt.
Sus victorias en los dos Grandes Premios le clasificó para la 2009-2010 Final del Grand Prix en Tokio, Japón, en diciembre de 2009. En el evento, que quedó en segundo lugar en el programa corto con 65,64 puntos, 0,56 detrás de Miki Ando. Al día siguiente, ganó el patín libre con 123,22 puntos. Como resultado de ello, Kim ganó su tercera final del título del Gran Premio con un total de 188,86 puntos.

##### Juegos Olímpicos de Invierno 2010

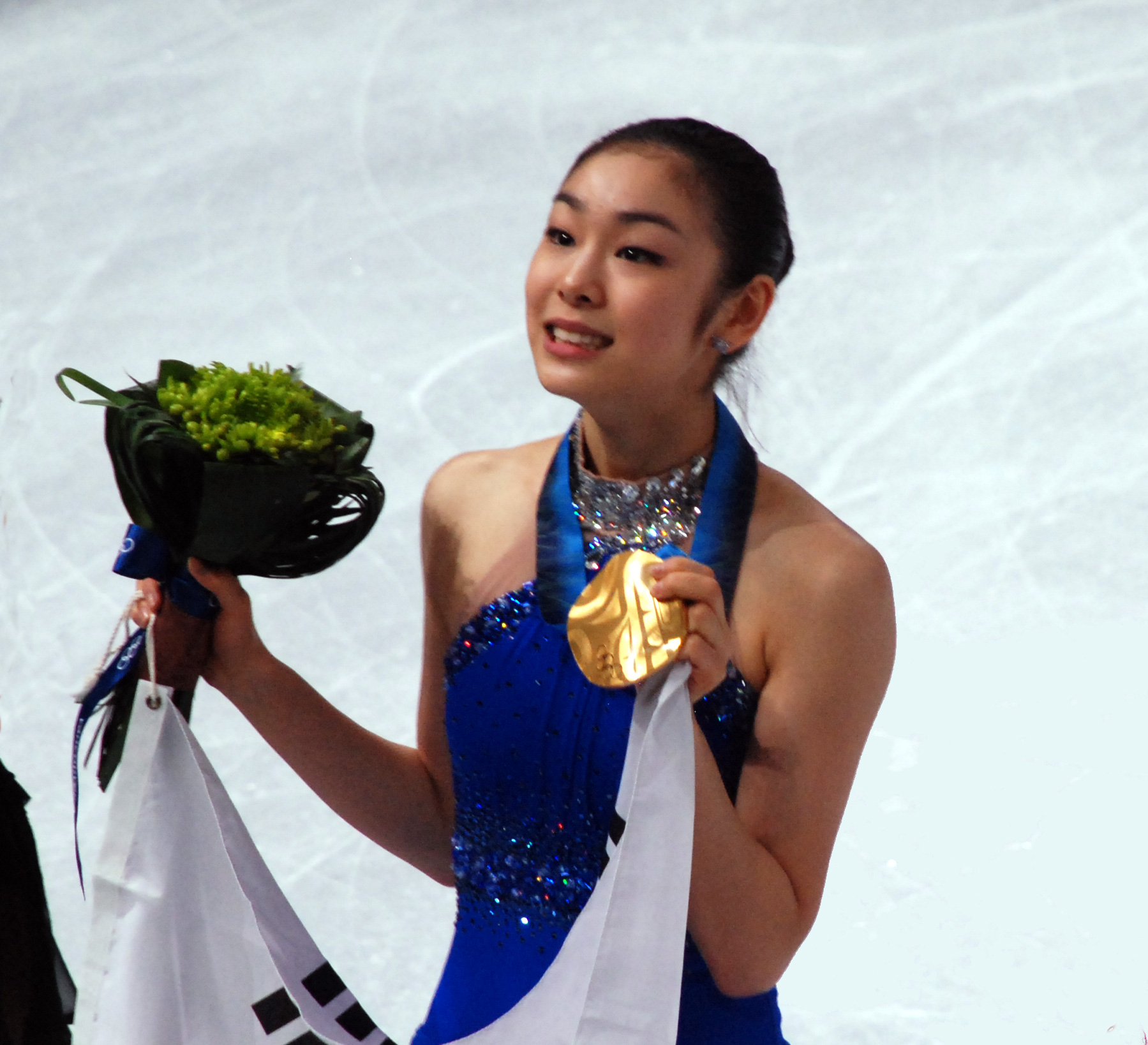
Kim en la ceremonia de medallas en los Juegos Olímpicos de Vancouver 2010

En febrero de 2010, Kim compitió en el evento de Patinaje artístico en los Juegos Olímpicos de Vancouver 2010, celebrado en Vancouver, Columbia Británica, Canadá. Entró en los Juegos como una fuerte favorita para ganar el oro.
En el programa corto el 23 de febrero, ejecutó una combinación de triple lutz–triple toe loop, un triple flip y un doble axel. Sus espirales y sus giros representaron un nivel cuatro. Su puntaje técnico de 44,70 puntos fue el más alto del evento. También logró una puntuación de 33.80 en los componentes del programa. Como resultado Kim logró 78,50 puntos, tomando la delantera de 4,72 sobre Mao Asada de Japón y logró su mejor puntuación en el programa corto. Estableciendo un nuevo récord mundial.
El 25 de febrero, ganó el patinaje libre con un nuevo récord de 150,06 puntos, 18.34 delante de Asada, quien también ocupó el segundo lugar en el segmento de la competencia. Kim consiguió una combinación de triple lutz–triple toe loop, un salto flip triple, un salto doble axel–doble toe loop–doble loop, otra combinación doble axel–triple toe loop, un triple salchow, un triple lutz y otro doble axel, así como la recepción de cuatro patas de nivel para sus giros y su secuencia de espiral. Tanto su puntaje técnico de 78,30 y su presentación de 71.76 fueron los más altos de la noche. Ella era la única competidora para ganar de punta en blanco en sus puntuaciones de los componentes del programa.
Ella estableció un nuevo récord mundial para el patinaje libre en el marco del Sistema de jueces ISU.
En general, Kim ascendió a 228,56 puntos, rompiendo su propio récord y el mejor hasta entonces con un margen de 18 puntos.
Ganó la medalla de oro, convirtiéndose en la primera patinadora surcoreana en ganaar una medalla en cualquier disciplina de patinaje artístico en los Juegos Olímpicos. Estableciendo además un nuevo récord olímpico. La medalla de oro de Kim fue también la primera medalla de Corea del Sur en los Juegos Olímpicos de Invierno en un deporte que no sea el patinaje de velocidad o patinaje de velocidad en pista corta.
Kim fue asignada a la Copa de China 2010 y la Copa de Rusia 2010 para la temporada del Grand Prix de Patinaje artístico 2010-2011. Sin embargo, ella decidió no competir en la serie Grand Prix para centrarse en el Campeonato Mundial de Patinaje Artístico 2011. Posteriormente gana la medalla de plata en el evento después de colocarse en el primer lugar en el programa corto y el segundo en el patinaje libre con una puntuación total de 194,50 puntos, 1,29 puntos menos que Miki Ando. Yuna Kim posteriormente comentó que es posible que ella se perdería la próxima serie Grand Prix debido a su labor de promoción de la candidatura exitosa de Corea del Sur para los Juegos Olímpicos de Invierno 2018. En mayo de 2011, Kim dijo en una entrevista para Around the Rings que traer los Juegos Olímpicos de Invierno de Pyeongchang sería una inspiración para los jóvenes atletas en Corea.
El 18 de octubre de 2011, Kim declaró que ella se ausentaría para la temporada 2011-2012.

#### Temporada 2012–2013
El 2 de julio de 2012, Kim anunció su intención de patinar de manera competitiva en la temporada 2012-13, con el objetivo final de patinar en los Juegos Olímpicos de Invierno 2014 en Sochi, Rusia. Sin embargo, Kim no fue invitada a patinar en el Grand Prix 2012-2013 por lo que decidió participar en eventos menores para ganar puntos técnicos suficientes para calificar para el Campeonato Mundial de Patinaje Artístico sobre Hielo de 2013.

Kim dejó a Oppegard y comenzó a entrenar con sus entrenadores de la infancia Shin Hye-sook y Ryu Jong-hyeon.

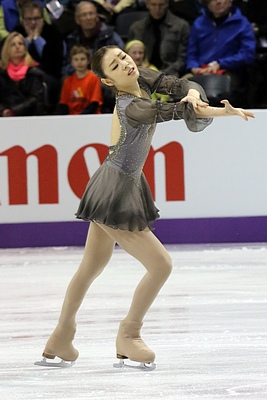
Kim durante su presentación de patinaje libre interpretando a Les Misérables en el Campeonato mundial del 2013.

Su primera competición de la temporada fue el Trofeo NRW 2012 que se celebró en Dortmund, Alemania, del 5 al 9 de diciembre de 2012. Compitió en el evento para obtener el puntaje mínimo requerido para las competencias del Campeonato. Yuna Kim obtuvo el primer lugar en el programa corto con una puntuación de 72,27 puntos y también ganó el patinaje libre con 129,34 para reclamar la medalla de oro. Con los requisitos cumplidos, la agencia de Kim dijo que iba a centrarse en los nacionales de Corea y el Campeonato del Mundo.
En enero de 2013 debido a su falta de competencia en la temporada anterior, Kim tuvo que competir en el Campeonato Sur Coreano 2013 para obtener un lugar para el Campeonato Mundial de 2013. Kim se colocó primera en el programa corto con una puntuación de 64,97 puntos a pesar de tener algunos problemas en ese segmento de la competencia. También ganó el patín libre por un total de 145.80 después de realizar un programa limpio. Su puntuación total de 210,77 puntos fue 48.89 por delante de la medallista de plata Park So-Youn. Como resultado Kim ganó su quinto título nacional y con ello la calificación para el Campeonato del Mundo.
En el Campeonato Mundial de Patinaje Artístico sobre Hielo de 2013, Kim se colocó en primer lugar en el programa corto con un puntaje de 69.97, teniendo la ventaja sobre Carolina Kostner de Italia por 3,11 puntos. Cumpliendo las expectativas también ganó el patinaje libre después de la ejecución de un programa largo limpio y ganar 148,34 puntos. Su puntaje técnico de 74,73 y su presentación de 73.61 fueron los más altos de la noche, y también fue la única patinadora de la competencia para conseguir decenas de sus componentes del programa.
Con un total de 218,31 puntos en general Kim reclamó su segundo título mundial, superando al resto de los competidores por 20,42 puntos, lo que fue la mayor diferencia entre el oro y la plata en los nueve años que tenía el Sistema de jueces ISU de existencia en el Campeonato Mundial.

#### Temporada 2013–2014
En el ISU Grand Prix de Patinaje Artístico 2013-2014, Kim fue asignada a competir en el Skate Canada International 2013 y en el Trophée Eric Bompard 2013. Sin embargo, el 26 de septiembre se anunció que Kim no competiría en la serie Grand Prix debido a una lesión en el metatarso de su pie derecho, debido a excesivo entrenamiento, con la recuperación esperada le tomaría hasta seis semanas recuperarse por completo.
Kim compitió en Giro de Oro de Zagreb 2013 en Zagreb, Croacia desde el 5 hasta el 8 de diciembre de 2013. Ella se colocó primera en el programa corto con una puntuación de 73,37 puntos y también ganó el programa libre con 131,12 puntos, a pesar de caer en una triple lutz. Sin embargo, esto le fue suficiente para ganar la medalla de oro con una puntuación total de 204,02 puntos, superando a Miki Ando de Japón por 27.67 puntos.
Ganó la medalla de plata en las olimpiadas de Sochi en febrero de 2014.